# 御浜町
御浜町（みはまちょう）は、三重県にある町。南牟婁郡に属す。南部に位置し、東紀州地域に含まれている。

## 地理
北部と西部には山地が、東部の熊野灘沿いには平坦な低地が広がる。東部の海岸は七里御浜と呼ばれる玉砂利の海岸であり、吉野熊野国立公園に指定されている。
- 山：鷲ノ巣山、妙見山、大地山
- 河川：尾呂志川、市木川

北と西は熊野市に、南は同じ南牟婁郡の紀宝町に接している。

### 地区
- 阿田和（あたわ）
- 柿原（かきはら）
- 引作（ひきつくり）
- 下市木（しもいちぎ）
- 上市木（かみいちぎ）
- 志原（しはら）
- 中立（なかだち）
- 西原（にしはら）
- 上野（うわの）
- 栗須（くるす）
- 片川（かたかわ）
- 川瀬（かわせ）
- 阪本（さかもと）
- 神木（こうのぎ）

### 人口
| |                                        |  |
| 御浜町と全国の年齢別人口分布（2005年） | 御浜町の年齢・男女別人口分布（2005年） |  |
| ■紫色 ― 御浜町 ■緑色 ― 日本全国 | ■青色 ― 男性 ■赤色 ― 女性              |  |
| 御浜町（に相当する地域）の人口の推移 \| 1970年（昭和45年） \| 11,081人 \| \| \| 1975年（昭和50年） \| 10,575人 \| \| \| 1980年（昭和55年） \| 10,544人 \| \| \| 1985年（昭和60年） \| 10,279人 \| \| \| 1990年（平成2年） \| 9,893人 \| \| \| 1995年（平成7年） \| 9,914人 \| \| \| 2000年（平成12年） \| 10,030人 \| \| \| 2005年（平成17年） \| 9,903人 \| \| \| 2010年（平成22年） \| 9,376人 \| \| \| 2015年（平成27年） \| 8,741人 \| \| \| 2020年（令和2年） \| 8,079人 \| \| |                                        |  |
| 総務省統計局 国勢調査より |                                        |  |
| 1970年（昭和45年） | 11,081人                               |  |
| 1975年（昭和50年） | 10,575人                               |  |
| 1980年（昭和55年） | 10,544人                               |  |
| 1985年（昭和60年） | 10,279人                               |  |
| 1990年（平成2年） | 9,893人                                |  |
| 1995年（平成7年） | 9,914人                                |  |
| 2000年（平成12年） | 10,030人                               |  |
| 2005年（平成17年） | 9,903人                                |  |
| 2010年（平成22年） | 9,376人                                |  |
| 2015年（平成27年） | 8,741人                                |  |
| 2020年（令和2年） | 8,079人                                |  |

### 気候
| 御浜（1991年 - 2020年）の気候      | 御浜（1991年 - 2020年）の気候 | 御浜（1991年 - 2020年）の気候 | 御浜（1991年 - 2020年）の気候 | 御浜（1991年 - 2020年）の気候 | 御浜（1991年 - 2020年）の気候 | 御浜（1991年 - 2020年）の気候 | 御浜（1991年 - 2020年）の気候 | 御浜（1991年 - 2020年）の気候 | 御浜（1991年 - 2020年）の気候 | 御浜（1991年 - 2020年）の気候 | 御浜（1991年 - 2020年）の気候 | 御浜（1991年 - 2020年）の気候 | 御浜（1991年 - 2020年）の気候 |
| 月                                 | 1月                           | 2月                           | 3月                           | 4月                           | 5月                           | 6月                           | 7月                           | 8月                           | 9月                           | 10月                          | 11月                          | 12月                          | 年                            |
| ---------------------------------- | ----------------------------- | ----------------------------- | ----------------------------- | ----------------------------- | ----------------------------- | ----------------------------- | ----------------------------- | ----------------------------- | ----------------------------- | ----------------------------- | ----------------------------- | ----------------------------- | ----------------------------- |
| 降水量 mm （inch）                 | 94.3 (3.713)                  | 113.7 (4.476)                 | 204.5 (8.051)                 | 250.4 (9.858)                 | 296.3 (11.665)                | 409.8 (16.134)                | 386.4 (15.213)                | 331.6 (13.055)                | 542.4 (21.354)                | 372.7 (14.673)                | 163.0 (6.417)                 | 105.5 (4.154)                 | 3,270.6 (128.764)             |
| 平均降水日数 （≥1.0 mm）           | 6.2                           | 7.2                           | 10.8                          | 10.4                          | 11.3                          | 15.0                          | 12.8                          | 11.7                          | 13.6                          | 11.4                          | 8.0                           | 6.3                           | 124.7                         |
| 出典1：Japan Meteorological Agency |                               |                               |                               |                               |                               |                               |                               |                               |                               |                               |                               |                               |                               |
| 出典2：気象庁                      |                               |                               |                               |                               |                               |                               |                               |                               |                               |                               |                               |                               |                               |

## 歴史
- 1958年（昭和33年）9月1日：阿田和町、神志山村、市木尾呂志村が合併して御浜町が発足。

## 行政
- 御浜町役場
  - 町長：大畑覚

※なお、衆議院議員選挙の選挙区は三重県第4区、三重県議会議員選挙の選挙区は熊野市・南牟婁郡選挙区（定数：2）となっている。

## 施設
- 南牟婁清掃施設組合
- 南牟婁清掃施設組合最終処分場
- 阿田和簡易水道山地加圧ポンプ場
- 阿田和クリーンセンター
- 市木川沿岸土地改良区
- 紀南病院組合立紀南病院
- 尾呂志診療所
- 紀宝警察署阿田和警察官駐在所
- 紀宝警察署市木警察官駐在所
- 紀宝警察署尾呂志警察官駐在所
- 紀宝警察署神志山警察官駐在所
- 三重県科学技術振興センター農業研究部紀南果樹研究室
- 熊野市消防署御浜分署

## 姉妹都市
- 長野県梓川村

## 教育

### 保育園
- 御浜町立阿田和保育園
- 御浜町立市木保育所
- 御浜町立尾呂志保育所
- 御浜町立神木保育所
- 御浜町立志原保育所

### 小学校

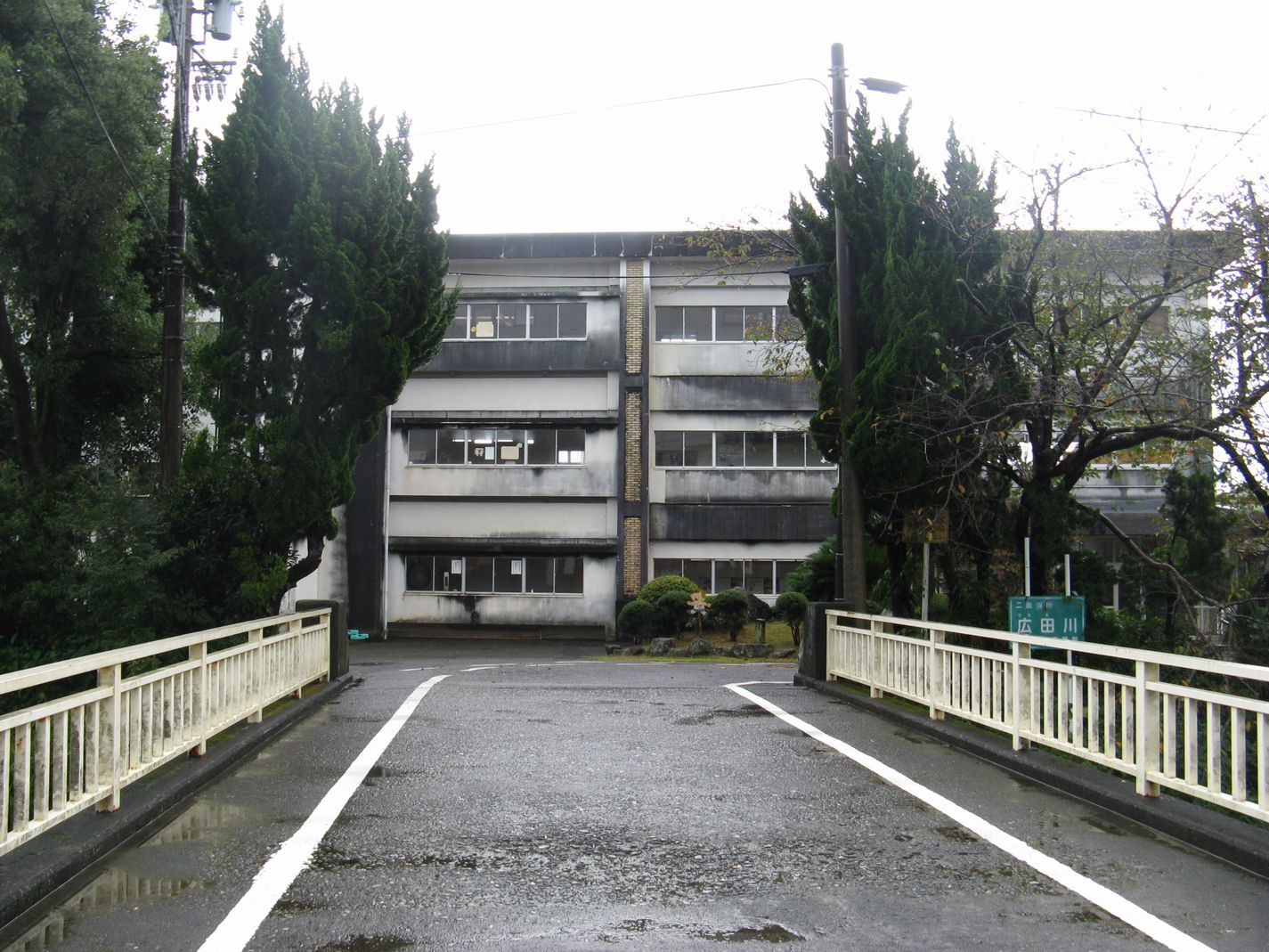
阿田和小学校

- 御浜町立阿田和小学校
- 御浜町立尾呂志学園小学校
- 御浜町立神志山小学校
- 御浜町立御浜小学校

### 中学校
- 御浜町立阿田和中学校
- 御浜町立尾呂志学園中学校
- 御浜町立御浜中学校

### 高校
- 三重県立紀南高等学校

## 経済

### 特産品

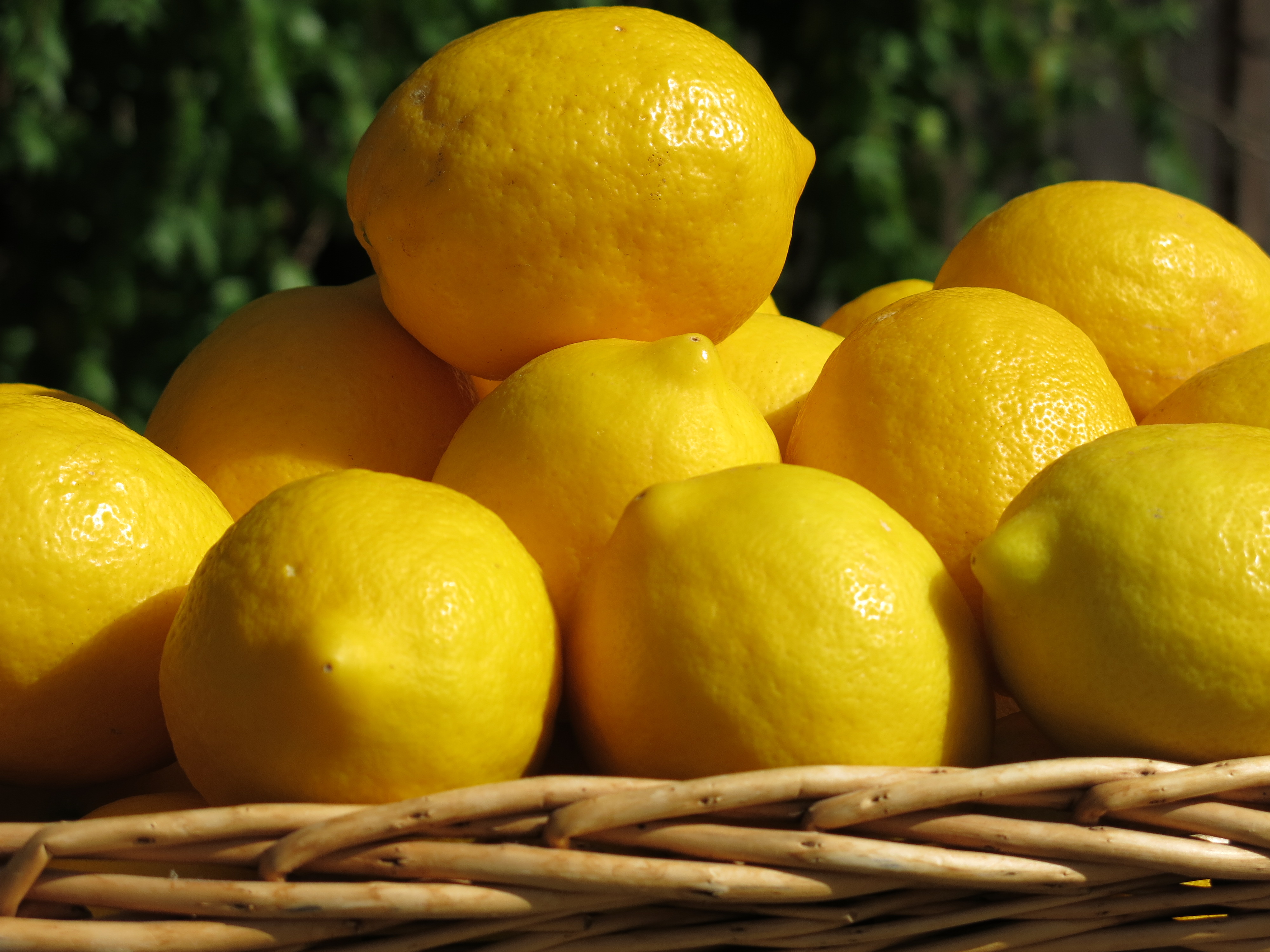
マイヤーレモン

「年中みかんのとれる町」として、温暖な気候を生かした柑橘栽培が盛んな町である。9月の極早生温州の収穫に始まり、伊予柑、清見、甘夏などを経て、6月のサマーフレッシュ、6月~9月の温室みかんと、一年中みかんの出荷が行われている。
また、マイヤーレモンの日本国内における主要生産地域となっており、紀宝町と合わせて国内生産量の9割を占める。

### 電力
三重県内であるが、送配電事業は関西電力のエリアとなっている。

### 日本郵政グループ
（2015年2月時点）
日本郵便
- 阿田和郵便局：阿田和
- 市木郵便局：下市木
- 尾呂志（おろし）郵便局：栗須（くるす）

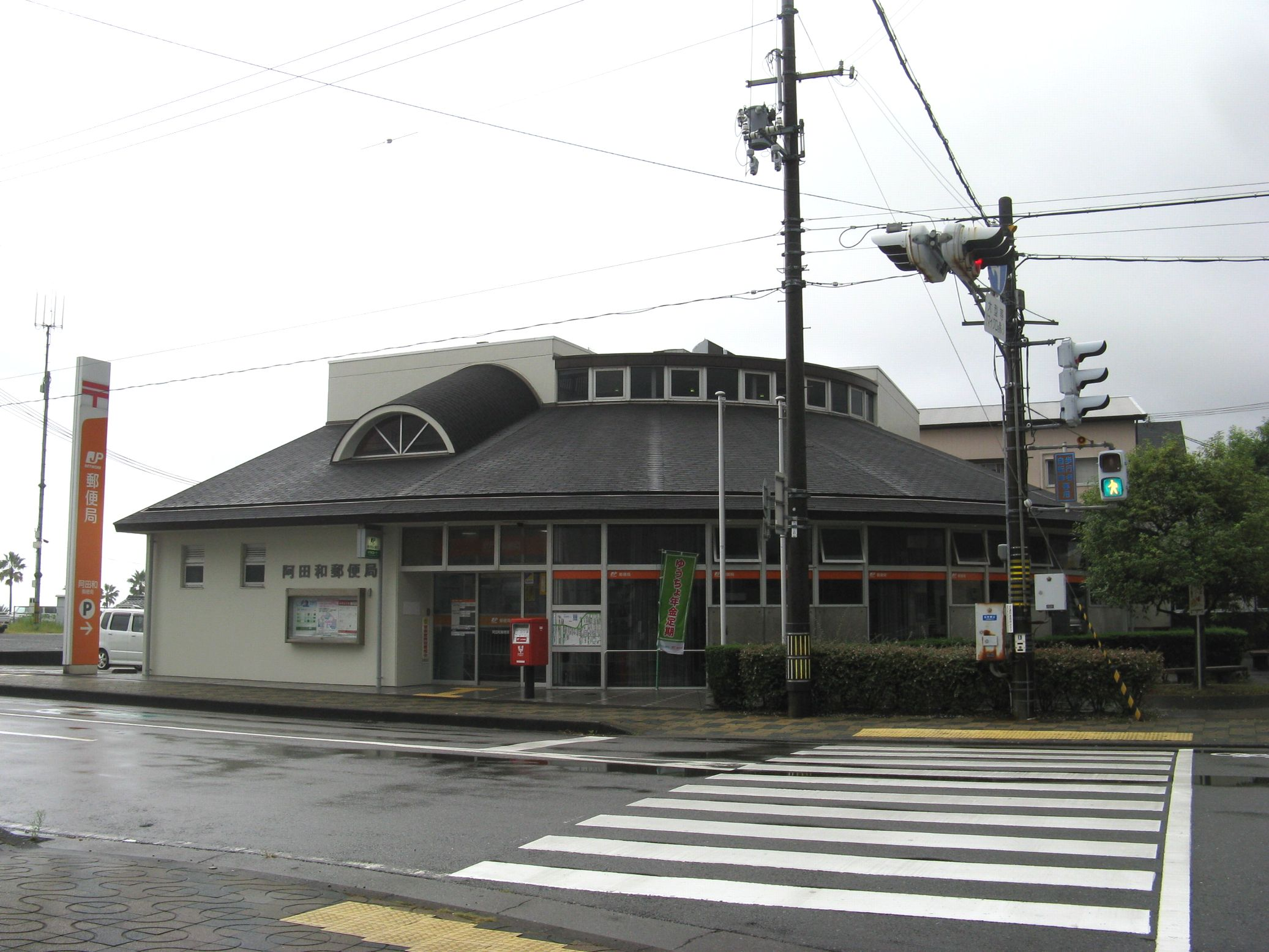
阿田和郵便局

- 御浜神志山（こうしやま）郵便局：志原（しわら）

各郵便局にはゆうちょ銀行のATMが設置されており、阿田和郵便局ではホリデーサービスを実施。
※御浜町内の郵便番号は「519-52xx」「519-53xx」（阿田和郵便局の集配担当）となっている。

## 交通

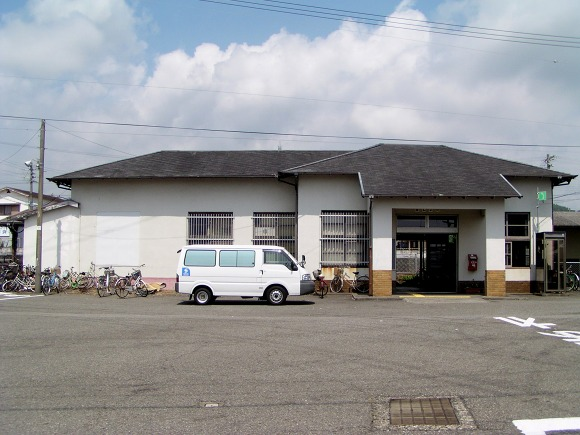
阿田和駅

### 鉄道
- 東海旅客鉄道（JR東海）
  - 紀勢本線：（熊野市） - 神志山駅 - 紀伊市木駅 - 阿田和駅 - （紀宝町）

### バス

#### 高速バス
- 東京高速線： 大宮駅・池袋駅 - 七里御浜・勝浦温泉 （三重交通、西武観光バス） ※夜行
- 名古屋南紀高速バス： 名古屋（名鉄バスセンター） - 阿田和駅前・新宮駅 （三重交通）

#### 一般路線バス
- 三重交通
- 熊野市・御浜町広域バス
- 紀宝町町民バス

### 道路

#### 一般国道
- 国道42号
- 国道311号

#### 都道府県道
主要地方道
- 三重県道35号紀宝川瀬線
- 三重県道・和歌山県道52号御浜北山線
- 三重県道62号御浜紀和線

一般県道
- 三重県道141号鵜殿熊野線
- 三重県道542号市木停車場線
- 三重県道739号上市木市木停車場線

## 名所・旧跡・観光スポット・祭事・催事

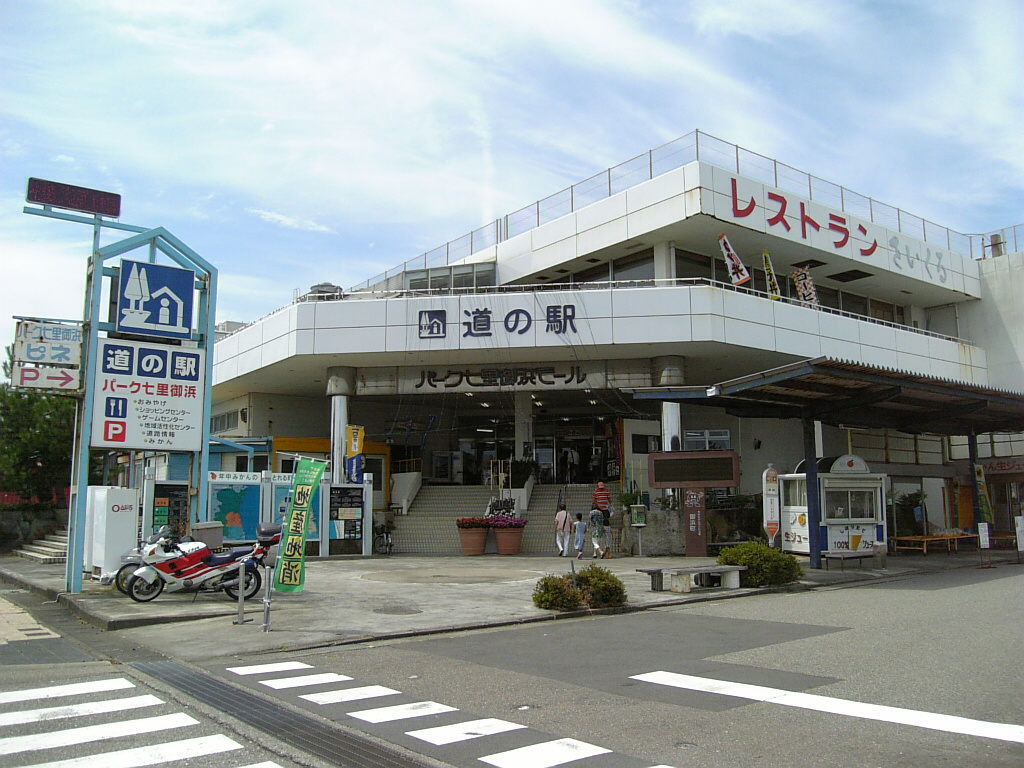
パーク七里御浜

- 七里御浜
- リス公園
- 道の駅パーク七里御浜
- 不動の滝
- 風伝峠
- 引作の大クス
- 阿田和映画劇場（映画館）
- 尾呂志会館（映画館）

## 神社仏閣

### 寺院
- 熊野西国三十三箇所霊場
  - 宝積院 （三重県南牟婁郡御浜町大字栗須53-3）
  - 長徳寺 （三重県南牟婁郡御浜町大字上野31）
  - 岩洞院 （三重県南牟婁郡御浜町阪本）
  - 光明寺 （三重県南牟婁郡御浜町大字阿田和1771）
  - 林松寺 （三重県南牟婁郡御浜町大字下市木2115）
  - 蔵国寺 （三重県南牟婁郡御浜町大字志原1162-1）
  - 善昌寺 （三重県南牟婁郡御浜町大字神木1462）
  - 阿弥陀寺 （三重県南牟婁郡御浜町大字上市木2450）
  - 宝積寺 （三重県南牟婁郡御浜町大字柿原715）
- 瑞泉寺 （三重県南牟婁郡御浜町大字中立1738）
- 三重第二宗務所 （三重県南牟婁郡御浜町大字上市木2450）

### 神社
- 阿田和神社

## 出身有名人
- 榎本直樹 (プロ野球選手)
- 藪恵壹（プロ野球選手）
- 柳広司（小説家）
- 三濱洋俊明（大相撲力士〈最高位・前頭20枚目〉）
- 市川義一（お笑いコンビ「女と男」）